# Newburgh, New York
Newburgh, New York là một thành phố thuộc quận Orange trong bang New York, Hoa Kỳ, 60 dặm (97 km) về phía bắc của thành phố New York, và 90 dặm (140 km) về phía nam của Albany, bên sông Hudson. Newburgh là một thành phố chính của khu vực đô thị Poughkeepsie-Newburgh-Middletown, bao gồm tất cả các quận Dutchess và Orange. Các khu vực Newburgh lần đầu tiên có người định cư trong những năm đầu thế kỷ 18 của Đức và Anh. Trong cuộc Cách mạng Mỹ, Newburgh là nơi đóng trụ sở của quân đội Lục địa. Trước khi hiến chương vào năm 1865, thành phố Newburgh là một phần của thị trấn Newburgh, thị trấn biên giới thành phố ở phía bắc và phía tây. Đông của thành phố là sông Hudson, thành phố Beacon, New York phía đông của con sông, và được kết nối với Newburgh qua cầu Newburgh-Beacon. Toàn bộ biên giới phía nam của thành phố là thành phố New Windsor. Hầu hết các ranh giới này được hình thành bởi Quassaick Creek.
Thành phố có tổng diện tích 12,4 km2, trong đó diện tích đất là 9,9 km2, diện tích mặt nước là 2,5 km2. Theo điều tra dân số Hoa Kỳ năm 2010, thành phố có dân số 28.866 người. Thành phố Newburgh là một phần của Vùng đô thị New York.